# Диета
Вижте пояснителната страница за други значения на Диета.
Диетата е хранителен режим, при който се спазва определен тип хранене с цел да се коригира теглото на човека или да се подобри здравословното му състояние. Във втория случай понятието се употребява като вид лечебно хранене, което се прилага при различни видове заболявания. Спазването на диета не означава лишаване от храна, а правилната ѝ консумация. В нея е важно количеството, качеството и съотношението на приеманите храни. Има различни диети при различните болести – диабет, сърдечни болести, наднормено тегло и др.
Диетите за корекция на теглото са както за намаляване, така и за увеличаване на килограмите. При намаляване на килограмите най-често диетата е насочена към ограничаване на калориите и мазнините. Има диети, при които не се яде мазно или сладко, както и такива, при които се ядат само плодове и зеленчуци.
Вегетарианците са подлагат на целогодишна диета, която ги лишава от всякакво месо, а има вегетарианци, които не ядат нищо, произведено от животни – мляко, яйца, месо, сирене и т.н.
На диета се подлагат и хората, които постят по религиозни причини. Те също не бива да ядат месо и месни продукти за определен период от време.

## Видове

### Средиземноморска диета
Макар и да е известна с названието „диета“, средиземноморската диета не е диета, а вид рационално хранене. Тя включва консумация на зехтин, плодове, зеленчуци, житни растения, орехи, риба и червено вино, а ограничава приемането на месо, млечни продукти и твърд алкохол. Според изследване извършено от университета във Флоренция стриктното придържане към средиземноморската диета е свързано със значително по-малък риск от смърт следствие на сърдечно-съдови болести. Също ограничава появата на хронични заболявания, като рак, болестта на Паркинсон и на Алцхаймер.

### Нискокалорична диета
Нискокалоричните диети включват намаляване на процентното съдържание на мазнини в храненето, като така се намаляват калориите. Диетите от този тип включват NCEP Стъпка I и II. Мета-анализът на 16 проучвания с продължителност 2 – 12 месеца показва, че нискокалоричните диети (без умишлено ограничаване на приема на калории) водят до средна загуба на тегло от 3,2 кг (7,1 кг) в сравнение с обичайното хранене. Нискокалоричните диети обикновено предизвикват енергиен дефицит от 500 – 1000 калории на ден, което може да доведе до 0.5 кг (1.1 кг) на 1 кг (2,2 кг) загуба на тегло за седмица. Сред някои от най-често използваните нискокалорични диети са: диетата на Даш, диетата за из път и Weight Watchers. Националният институт по здравеопазване в САЩ периодично контролира проучванията, за да определи ефективността на нискокалоричните диети.

### Много нискокалорична диета
Много нискокалоричните диети предоставят 200 – 800 калории на ден, като се запазва приема на протеини, но се ограничават калориите от мазнините и въглехидратите. Те подлагат организма на глад и допринасят за средна седмична загуба на тегло от 1,5 – 2,5 кг (3,3 – 5,5 кг). „2-4-6-8“ е популярна диета от този вид, която следва четиридневен цикъл, в който се приемат само 200 калории през първия ден, втория ден 400, на третия ден 600, на четвъртия ден 800 и след това цикълът се повтаря. Тези диети не се препоръчват за общо ползване, тъй като са свързани с неблагоприятно въздействие и нежелани странични ефекти, като загуба на чиста мускулна маса, повишен риск от подагра и електролитен дисбаланс. Хората, които опитват тези диети трябва да бъдат внимателно наблюдавани от лекар, за да се предотвратят усложнения.

### Нисковъглехидратна диета
Нисковъглехидратните диети (като например диетата Аткинс) и протеиновите диети, са със сравнително високо съдържание на протеини. Ниско въглехидратната диета се нарича понякога кетогенна диета (т.е. те ограничават приема на въглехидрати достатъчно, за да предизвика кетоза). При високомазнинната диета се ограничават само въглехидратите, а се набляга на животински мазнини, които са енергийният източник. Това е било и естественото хранене на човека в древността.

### Безглутенова диета
Глутенът е белтъчна смес, която се съдържа в храни, произведени от жито и житни растения като ечемик, овес и ръж. Всички житни култури съдържат глутен освен оризa. Между 0,3 и 1% от хората по света проявяват реакция на непоносимост към глутена вследствие на наследственото заболяване цьолиакия. Хората с непоносимост към глутена не трябва да приемат пшеница, ръж или ечемик с храната си под каквато и да е форма.

### Детоксикираща диета
Детоксикиращите диети се смята, че премахват токсините от организма, повишавайки количеството отделяна урина, по този начин не се дава достатъчно време на тялото да усвои мазнините и токсините, съдържащи се в ежедневната храна.
Детоксикиращите диети често имат странични ефекти, причинени от липсата на тези токсини, по време на първите два или три дни, които могат да включват главоболие, диария и сънливост.
Детоксикиращите диети не трябва никога да се започват, без първо да се потърси медицинска консултация.

### Разделно хранене
Разделното хранене е вид хранителна диета, при която не се смесват въглехидрати с протеини и кисели плодове по време на едно и също хранене.

## Механизъм на отслабване

### Загуба на мазнини срещу загуба на мускулна маса
Загубата на тегло обикновено води до загуба на мазнини, вода и мускули. Хората с наднорменото тегло или хората, страдащи от затлъстяване, обикновено имат за цел да намалят процента на мастна тъкан и мазнините в тялото. Освен това, тъй като мускулната тъкан е по-плътна от мазнините, загубата на мазнини довежда до увеличаване на загубата на телесен обем в сравнение с мускулна загуба. Намаляването дори и 10% мазнини в тялото, може да има драматичен ефект върху формата на човешкото тяло. За да се определи процентът на загуба на тегло, което трябва да намали мастната тъкан, са разработени различните методи за измерване на телесни мазнини.
Загубата на мускули по време на отслабване може да бъде ограничено чрез редовно вдигане на тежести или лицеви опори и други силови упражнения и чрез приемане на достатъчно протеини. Според Националната академия на науките на САЩ, необходимата доза протеини на килограм телесно тегло е 0,8 грама за възрастни.
Прекомерният прием на протеини, който не причинява отказ на бъбреците да функционират при здрави индивиди, може да бъде вреден за хората с бъбречни заболявания.
Няма убедителни доказателства, че умерено високите протеинови диети при здрави индивиди са опасни, забелязва се само, че тези диети са опасни при индивиди, които вече страдат от бъбречни и чернодробни проблеми.
Основната оценка на метаболизма е сумата от калории, които тялото изразходва в покой, което означава, без да се извършват никаква физическа активност. Основната оценка на метаболизма е повлияна от общото тегло на човек и общата сума мускули. Колкото повече мускули има човек, толкова повече калории може да изгори по естествен път. Когато размерът на мускулите се увеличава, тогава повече калории могат да се погълнат без да качи тегло. Обратното, ако сумата на мазнините се увеличава, при увеличаване на броя приети калории, ще се увеличи и теглото.
Обикновено, когато хората губят тегло, те губят комбинация от мазнини и мускули. Ако диетният план включва ежедневен прием на калории по-голяма от базовата метаболитна активност (БМА), човек най-вероятно ще загуби мазнини. От друга страна, ако човек следва диета, която включва по-нисък прием на калории от БМА, този човек ще губят мазнини, но и по-висок процент мускули. Тежките диети могат да накарат хората да загубят 50% мазнини и 50% мускулите, като по този начин не се отразяват на метаболизма, защото губейки мускули, се засяга БМА. Например, когато човек минава на диета с ниско съдържание на въглехидрати, първоначалната загуба на тегло е резултат от изчерпването на гликоген. Гликогенът е смес от захар и вода, главно се съхранява в мускулите.
Следователно, голяма част от първоначалната загуба на тегло, е от мускулна загуба, която оказва влияние върху възможността да се поддържа устойчив контрол на теглото. Проучване, проведено в Университета на Кънектикът показа също, че спортисти, които са на диета с ниско съдържание на въглехидрати, не само намаляват своята ефективност, но и се набюдава спад на мускулната сила и на сърдечно-съдовите показатели.
Поддържането на мускулна маса, докато губите мазнини, е ключов фактор за постигане както на идеалното тегло, така и на идеално тяло. За да постигнете тази цел, експертите съветват да не се намаляват въглехидратите агресивно. Мазнините могат да бъдат премахнати чрез намаляване на калорийния прием с 20% от дневните нужди за два дни. Това намалява приема на калории, дори при потреблението на въглехидрати на 100%, давайки възможност за намаляване на мазнините без загуба на мускули, тъй като гликогенът в мускулите е правилно зареден.
Упражнения в дните, когато се консумира най-високо количество въглехидрати, 1.5 до 2 часа след хранене, също са полезни за постигане на балансирано намаляване на мазнините, без да се получава мускулна загуба. В този прозорец от време, нивата на захарта и инсулина са подложени на бавно намаляване. Когато нивата на инсулина започнат да падат, панкреаса произвежда хормона глюкагон докато освобождава хранителните вещества, съхранявани в мастните клетки на кръвта, за да се превърнат в енергия. Напротив, ако нивата на кръвната захар, са с голямо увеличение, инсулина храни мускулните клетки и складира излишъка в мастните клетки. Освен това, ако нивата на инсулина намалеят твърде много, мускулните клетки не получават необходимото количество от храната, която те изискват. Винаги трябва да има едно останало хранене през деня, след упражненията, за да се даде възможност на мускулите да се възстановят от физически упражнения.

### Енергия, получена от храната
Приемът на енергия от храната е ограничен от ефективността на храносмилането и ефективността на използването. Първото до голяма степен зависи от вида на храната, която се яде, а второто се влияе от различни фактори, включително възраст, пол, телесно тегло, хормонални нива, както и много други. Доброто сдъвкване, особено в старческа възраст, е доказано, че увеличава приема на микроелементи. Въпреки това, ефектът от дъвченето за приема на захар, мазнини и протеини, не се наблюдава.

### Как тялото елиминира мазнините
Всички процеси на тялото изискват енергия, за да функционират правилно. Когато тялото изразходва повече енергия, отколкото консумира (например при упражняване), клетките на тялото разчитат на вътрешно съхраняваните енергийни източници, като например сложни въглехидрати и мазнини, за да получат енергия. Първият източник, на който тялото се уповава, е гликогенът от гликогенолизата. Гликогенът е комплексен въглехидрат, 65% от който се съхранява в скелетните мускули, а останалата част в черния дроб (на обща стойност около 2000 ккал в цялото тяло). Той е създаден от прекомерното поглъщане на хранителни вещества, предимно въглехидрати. Когато гликогенът е почти изчерпан, тялото започва липолиза – мобилизация и разграждане на мастните запаси за енергия. В този процес мазнините, получени от мастната тъкан, или мастните клетки, се разделят на глицерол и мастни киселини, които могат да се използват за генериране на енергия. Основните продукти на метаболизма са въглероден диоксид и вода; въглеродният диоксид се отделя чрез дихателната система.

### Психологически аспекти на загубата на тегло
Диетите засягат „енергийния“компонент на енергийния баланс чрез ограничаване или промяна на разпределението на храните. Техниките, които засягат апетита могат да ограничат приема на енергия, чрез влияние върху желанието да се преяжда.

## Хранителен дневник
През 2008 г. проучване, публикувано в „Американски вестник на превантивна медицина“ показва, че хората на диета, които следят ежедневно храната си чрез личен дневник или диетен дневник, губят два пъти по-голяма част от теглото си, от колкото тези, които не водят дневник на храните, което предполага, че ако напишете храната, която приемате дневно, няма да ядете толкова калории. Съответно, диетният електронен дневник и специализираните уеб сайтове са придобили значителна популярност, и помагат на хората да следят калориите, изгарянето на калории, загубата на тегло, и хранителния баланс.